# Petrophila bijonalis
Petrophila bijonalis is een vlinder uit de familie van de grasmotten (Crambidae), uit de onderfamilie van de Acentropinae. De wetenschappelijke naam van deze soort is voor het eerst gepubliceerd in 1914 door Harrison Gray Dyar Jr..
De soort komt voor in Panama.